# 布雷氏翠蜂鳥
，是巴哈馬新普羅維登斯島特有的一種已滅絕蜂鳥。

## 特徵
布氏翠蜂鳥長約9.5厘米，翼長11.4厘米，尾巴長2.7厘米。牠們的喙呈黑色，稍微向下彎，尖端呈圓錐形。雙腳呈黑色。背部呈銅綠色，有金色的光澤。頭部的顏色像背部，但沒有金色光澤。眼睛後方有白點。喉嚨呈藍黑色，腹部羽毛呈綠色，有灰色尖端。雙翼呈紫色。飛羽呈綠色，圍肛羽呈灰色，有淡桂色的邊緣。

## 發現歷史
於1877年，在巴哈馬拿索4.8公里外發現了一個雄性布氏翠蜂鳥的標本，標本的喉嚨不幸地受到嚴重傷害，並存放在華盛頓的史密森學會。不過這個標本卻沒有被留意到，到了1880年才被列為古巴翠蜂鳥的異名。直至1930年代，才有人比較布氏翠蜂鳥與古巴翠蜂鳥的分別，並於1945年將布氏翠蜂鳥列為古巴翠蜂鳥的亞種。布雷氏翠蜂鳥較古巴翠蜂鳥細小，喙較長，羽毛顏色亦有不同。
於1982年在新普羅維登斯島的洞穴中發現了三種屬於更新世的蜂鳥化石遺骸，包括巴哈馬林星蜂鳥、古巴翠蜂鳥及後來確實的布氏翠蜂鳥。這證明了布氏翠蜂鳥是一個新的物種，自更新世就已經在新普羅維登斯島中生活。牠們可能是因人類的騷擾，如農業的發現等而失去了棲息地，最終於19世紀末滅絕。

## 亚种
- ：原分布于巴哈马北部，已灭绝，最后一次发现于1877年。
- ：原分布于加勒比海地区，已灭绝，分布不明，可能在牙买加或巴哈马。仅有1860年采集的单一标本。[4]